# Accele Brid
Accele Brid (アクセルブリッド?) är ett skjutspel som släpptes av Tomy 1993 för Super Nintendo.